# Rantum (Sylt)
Rantum (Sylt) este o comună din landul Schleswig-Holstein, Germania.